# Штепсель одружує Тарапуньку
«Штепсель одружує Тарапуньку» («рос. Штепсель женит Тарапуньку») — український фільм режисерів Юхима Березіна та Юрія Тимошенка.

## Опис
Кумедні пригоди двох фронтових друзів, котрі домоглися успіху на естрадній сцені і знайшли щастя в особистому житті. Під час війни Тарапунька познайомився з Галею. Про свою любов до милої дівчини з рідкісним прізвищем Суматоха він розповів єдиному другу Штепселю. Але порозумітися з Галею не зміг через несміливість. Війна закінчилася, і Галя приїхала до Києва. Тарапунька знов зустрічається з нею, але тепер йому заважає випадковість. Тоді влаштувати одруження друга береться Штепсель…

## Головні ролі
- Юрій Тимошенко — Тарапунька
- Юхим Березін — Штепсель
- Таїсія Литвиненко — Галя
- Майя Мушкіна — Маруся
- Володимир Дальський — Бутильченко
- Нонна Копержинська — Вустя
- Надія Самсонова — Жозя
- Олександр Хвиля — Запорожченко
- Віктор Халатов — Брилліантов
- Микола Яковченко — комендант
- Микола Панасьєв — вахтер
- В епізодах: Павло Шпрингфельд, Клавдія Хабарова, Г. Лазарєв, Григорій Тесля, Варвара Чайка, Софія Карамаш, Дмитро Капка, А. Некряч

## Творча група
- Автор сценарію: Юрій Тимошенко
- Режисери-постановники: Юхим Березін, Юрій Тимошенко
- Оператор-постановник: Микола Топчій
- Композитор: Оскар Сандлер
- Режисер: Суламіф Цибульник
- Автори текстів пісень: Павло Глазовий, В. Бахнов, Яків Костюковський
- Художник-декоратор: Микола Тряскін
- Художник по костюмах: Катерина Гаккебуш
- Художник по гриму: Н. Блажевич
- Звукооператор: Л. Вачі
- Електроорган: Ота Чермак
- Монтажер: Нехама Ратманська
- Асистенти: режисера — Родіон Єфименко, Борис Зеленецький; оператора — Б. Лебедєв; художника — Петро Максименко
- Комбіновані зйомки: художник — Г. Лукашов, оператор — Микола Ілюшин
- Директор картини: Леонід Нізгурецький